# منتخب بولندا لسباعيات الرغبي
منتخب بولندا لسباعيات الرغبي (بالبولندية: Reprezentacja Polski w rugby 7 mężczyzn)‏ هو ممثل بولندا الرسمي في المنافسات الدولية في سباعيات الرغبي
.